# Trakt św. Wojciecha
Trakt św. Wojciecha – ulica Gdańska należąca do ciągu drogi krajowej nr 91, rozpoczynająca się w Śródmieściu, biegnąca przez dzielnicę Orunia-Św. Wojciech-Lipce, aż do granicy z Pruszczem Gdańskim.
Stanowi wlot do Gdańska od południa. Piąta pod względem długości (7352 m) ulica Gdańska zarządzana przez ZDiZ. Łączy również Śródmieście z Obwodnicą Południową Gdańska.

## Przebieg
Trakt Świętego Wojciecha jest przedłużeniem ulicy Okopowej wychodzącej z Węzła Unii Europejskiej w dzielnicy Śródmieście. Rozpoczyna się na Zaroślaku na zbudowanym na nowo w l. 2018-2021 Wiadukcie Biskupia Górka. Następnie biegnie przez całą dzielnicę Orunia-Św. Wojciech-Lipce, aż do granicy z Pruszczem Gdańskim.
Trakt przebiega kolejno przez Stare Szkoty, Orunię, gdzie łączy się z drogami wojewódzkimi: nr 221 Gdańsk – Kościerzyna w ciągu ulicy Podmiejskiej oraz nr 222 Gdańsk-Skórcz w ciągu ul. Starogardzkiej. Następnie Trakt Świętego Wojciecha biegnie przez przedmieście Lipce, w którym ulica łączy się z południową obwodnicą Gdańska (węzeł Lipce) będącą częścią drogi ekspresowej S7. Dalej Trakt biegnie przez Święty Wojciech, gdzie dzieli się na dwie części: historyczną, przechodzącą przez teren osiedla oraz szosę omijającą zabudowania, pełniącą funkcję małej obwodnicy. Ulica kończy się na granicy z Pruszczem Gdańskim w najdalej na południe wysuniętym rejonie miasta. Na całej długości Traktu, po jego zachodniej stronie płynie Kanał Raduni.

## Historia
Ulica ta powstała prawdopodobnie w czasie budowy Kanału Raduni jako droga techniczna. Funkcję głównego wjazdu do Gdańska od południa, znajdującego się w ciągu dawnej drogi kupieckiej Via Mercatorum, pełniła wcześniej biegnąca brzegiem morskim (sięgającym do X w. tego rejonu miasta) ul. Żuławska, o czym świadczą liczne odkrycia archeologiczne (łodzie). 
W latach 1656–1927 w miejscu gdzie dziś Trakt św. Wojciecha rozpoczyna się na Zaroślaku, była położona Brama Oruńska - jedna z dwóch bram drogowych prowadzących do Gdańska od południa.
W przeszłości Trakt św. Wojciecha dzielił się na kilka odcinków o różnych nazwach.
Pierwszy odcinek, przebiegający przez Zaroślak nosił od 1922 nazwę: Südpromenade (niem. Południowa Promenada) i powstał z połączenia ulic Am Mennonitenkirchhof (do 1915 pod nazwą Am Petershagener Tor) oraz Zweite (II.) Petershagen do 1922 roku. W 1933 całą ulicę nazwano Günter – Schaffer – Wall. Drugi odcinek przebiegający przez Stare Szkoty nosił nazwę Altschottland (niem. Stare Szkoty). Trzeci odcinek biegnący przez teren dawnych Chmielników (niem. Hopfenbruch) nosił nazwę Stadtgebiet (niem. Teren Miasta). Odcinki biegnące przez teren Oruni nazywały się Hauptstraße (niem. Główna) i Südstraße (niem. Południowa). Po 1933 obydwie uzyskały nazwę Horst - Wessel - Straße. W latach 1945–1949 ulica składała się z trzech odcinków o nazwach Oruńska 1, Oruńska 2 i Oruńska 3. W latach 1949–1997 nosiła nazwę Jedności Robotniczej.
W 2012 roku wyremontowano odcinek ulicy między Południową Obwodnicą Gdańska a granicą miasta (bez remontu drogi lokalnej przez centrum Św. Wojciecha), w 2013 odcinek między ul. Gościnną oraz Starogardzką, w 2014 fragment między ul. Starogardzką a Niegowską, w 2015 odcinek Gościnna – Sandomierska, w 2016 odcinek na północ od ul. Sandomierskiej (do Zrembu), a w lipcu 2017 przystąpiono do remontu odcinka od Zrembu do ul. Zaroślak, który zakończył się 29 września 2017 i pochłonął 2,7 mln zł. W grudniu 2012 roku otwarto węzeł Lipce, łączący Trakt z Południową Obwodnicą Gdańska. Jednocześnie, w latach 2012–2013, przebudowie uległ biegnący wzdłuż ulicy wał Kanału Raduni.
W I połowie sierpnia 2019 na fragmencie ulicy w południowej części miasta wytyczony został buspas w kierunku centrum Gdańska. 1 kwietnia 2021 wraz z nowym mostem nad kanałem Raduni, wiodącym do ul. Zaroślak, otwarto buspasy na Wiadukcie Biskupia Górka o łącznej długości 800 m, dzięki czemu łączna długość buspasów w Gdańsku osiągnęła wielkość 4685 m.
Na przełomie 2021 i 2022 dokonano wyburzeń mało wartościowej zabudowy magazynowej po wschodniej stronie ulicy, w bezpośredniej bliskości wiaduktu Biskupia Górka.

## Zabudowa
Wzdłuż ulicy znajdują się trzy zabytkowe zespoły. Pierwszym z nich jest układ urbanistyczny Oruni i Starych Szkotów z mieszaną zabudową mieszkalno-usługową, kształtowany był od XV do XX wieku. Drugim chronionym zespołem jest układ ruralistyczny Lipiec – dawna wieś ulicówka położona wzdłuż Traktu i Kanału Raduni. Zachowała się tu zabudowa z XIX wieku. Trzecim chronionym obszarem jest układ ruralistyczny Świętego Wojciecha z zabudową siedliskową z początku XX wieku.

### Zabytki
- Drukarnia Gdańska – historyzujący budynek na Oruni (nr 57), związany z Polonią w Wolnym Mieście Gdańsku[10].
- Park Ferberów i Dwór Ferberów – zespół dworsko-ogrodowy z pierwszej połowy XVIII wieku położony w Lipcach (nr 293), wpisany do rejestru zabytków pod nr 901 dn. 4 lutego 1984 (obecnie pod nr 1050)[10].
- Lwi Dwór – dom podcieniowy z XVII wieku w Lipcach (nr 297)[10].
- Zajazd „Pod Świńskimi Głowami” – dom mieszkalny na fundamentach dawnej karczmy z 1600 r., położony w Lipcach (nr 320)[10].
- Dom mieszkalny w Świętym Wojciechu (nr 437)[10].
- Kościół św. Wojciecha – kościół parafialny z XIV wieku, położony w Świętym Wojciechu (nr 440)[10].
- Sanktuarium Świętego Wojciecha – miejsce pierwszego pochówku Świętego Wojciecha. Zabytkowa kaplica na wzgórzu objętym ochroną ekspozycji[10].
- Kanał Raduni – przekop rzeki Raduni płynący od Pruszcza Gdańskiego do Starego Miasta w Gdańsku, wzdłuż całej długości ulicy. Zabytek średniowiecznej inżynierii, wykopany w połowie XIV wieku przez Krzyżaków. Pomiędzy Kanałem a Traktem Świętego Wojciecha znajduje się szeroki wał z aleją kasztanowców[10].

### Komunikacja miejska
Na Trakcie Św. Wojciecha kursują autobusy ZTM Gdańsk, PKS Gdańsk, PKS Starogard Gdański oraz innych przewoźników jadące w kierunku Kaszub i Kociewia. W latach 1896–1972 na odcinku od centrum do ul. Gościnnej ulicą kursował tramwaj elektryczny. Była to linia jednotorowa.

### Instytucje
- Sala Królestwa Świadków Jehowy[12] (nr 71)
- KRUS – oddział Gdańsk (nr 137)[13]
- Przedszkole nr 3 (nr 143)
- Urząd Dozoru Technicznego – oddział Gdańsk (nr 215b)
- Jednostka Ratowniczo – Gaśnicza Nr 3 (nr 253)[14]
- Wojskowa Komenda Uzupełnień Gdańsk (nr 253)[15]
- Wojewódzki Inspektorat Ochrony Środowiska – oddział Gdańsk[16] (nr 293c)
- Urząd pocztowy nr 19 (nr 434)